# Bileća
Bileća (serbiska: Билећа) är en ort i Bosnien och Hercegovina.   Den ligger i kommunen med samma namn och entiteten Republika Srpska, i den södra delen av landet, 110 kilometer söder om huvudstaden Sarajevo. Antalet invånare är 13 257.